# Anna Johansson (1860–1938)
Anna Johansson, född Brolin den 12 maj 1860 i Torstuna socken, död den 20 september 1938 i Stockholm, var en svensk sömmerska. Hon tillhörde socialdemokratins pionjärer. 
Anna Johansson var sekreterare i Allmänna Kvinnoklubben 1899–1900, ordförande 1900–1901 och kassör 1919–1930. Hon ingick i Kommittén för den fackliga agitationen 1901–1902, var kassör i Kvinnornas fackförbund 1903–1906, ombud vid partikongressen 1905 och vid LO-kongressen 1906.